# Lijst van gemeentelijke monumenten in Leidsche Rijn
De wijk Leidsche Rijn van de gemeente Utrecht kent totaal 21 gemeentelijk monumenten beschreven in 19 regels (monumentnummer). Zie hieronder een overzicht.

## Gemeentelijke monumenten in Leidsche Rijn
| Object | Bouwjaar                                            | Architect     | Locatie                                                        | Coördinaten                 | Nr.       | Afbeelding  |
| --- | --------------------------------------------------- | ------------- | -------------------------------------------------------------- | --------------------------- | --------- | ----------- |
| Dwarshuisboerderij met grote schuur, toegangspad met smeedijzeren hek, een tuin met treurwilg en coniferen, en links van de boerderij een eilandje omgeven door sloot van de voormalige ridderhofstad Den Hoed (archeologisch rijksmonument) | 1917; stalgedeelte uit de 18e eeuw (waarschijnlijk) |               | Belcampostraat 6; voorheen Utrechtseweg 111 en Dirck Hoetweg 1 | 52° 5' 55" NB, 5° 3' 28" OL | 0344/1461 | Upload foto |
| Langhuisboerderij 'Groot Heemsmade' met woonhuis en staldeel; gelegen aan de -voormalige- oprijlaan naar het terrein van het voormalig kasteel Den Engh                                                                                      | 17e of 18e eeuws (staldeel), 1912 (woonhuis)        |               | Enghlaan 6 t/m 6B                                              | 52° 6' 16" NB, 5° 1' 54" OL | 0344/1441 | Upload foto |
| Langshuisboerdeij 'Groenewoud' met schuur, smeedijzeren toegangshek en solitaire bomen en een haag | 1880 (circa)                                        |               | Hof ter Weydeweg 20                                            | 52° 6' 4" NB, 5° 2' 23" OL  | 0344/1443 | Upload foto |
| Landhuis met detaillering in Amsterdamse School stijl, gebouwd als tuinderswoning | Jaren '20 van de 20e eeuw                           |               | Johanniterweg 17                                               | 52° 5' 39" NB, 5° 2' 56" OL | 0344/1444 | Upload foto |
| Boerderij | 1880 (circa)                                        |               | Oude Vleutsenseweg 33                                          | 52° 5' 51" NB, 5° 4' 22" OL | 0344/0098 | Upload foto |
| 't Zand; drie gemetselde schoorstenen, oorspronkelijk behorend bij een kassencomplex | Jaren '20 van de 20e eeuw                           |               | Pauwoogvlinder 20, Vogelvlinderweg 30-32                       | 52° 5' 43" NB, 5° 2' 52" OL | 0344/1455 | Upload foto |
| Woonhuis met aangebouwd zijhuis | 18e eeuw (waarschijnlijk)                           |               | Rijksstraatweg 6-7                                             | 52° 4' 56" NB, 5° 4' 27" OL | 0344/1446 | Upload foto |
| Warmte Overdracht Station; Energiemaatschappij UNA | 1998                                                | NL Architects | Rijksstraatweg 12C                                             | 52° 4' 53" NB, 5° 4' 20" OL | 0344/1762 | Upload foto |
| Bakstenen vila in traditionalistische stijl | 1925                                                |               | Rijksstraatweg 13                                              | 52° 4' 55" NB, 5° 4' 15" OL | 0344/1447 | Upload foto |
| Dwarshuisboerderij | Tweede helft 19e eeuw                               |               | Rijksstraatweg 14                                              | 52° 4' 55" NB, 5° 4' 14" OL | 0344/1448 | Upload foto |
| Langhuisboerderij, gebouwd als pachtboerderij genaamd 'Van Voorn' | 1875 (circa)                                        |               | Rijksstraatweg 16                                              | 52° 4' 55" NB, 5° 4' 12" OL | 0344/1449 | Upload foto |
| Langhuisboerderij met schuur, zomerhuis en kapberg | 1870 (circa)                                        |               | Rijksstraatweg 17                                              | 52° 4' 55" NB, 5° 4' 8" OL  | 0344/1450 | Upload foto |
| Voormalige pastorie bij de Katholieke kerk te Oudenrijn | 1800 (circa)                                        |               | Rijksstraatweg 19                                              | 52° 4' 56" NB, 5° 4' 3" OL  | 0344/1451 | Upload foto |
| Kerkgebouw van de R.K. Parochie Oudenrijn | 1859                                                |               | Rijksstraatweg 20                                              | 52° 4' 55" NB, 5° 4' 2" OL  | 0344/1452 | Upload foto |
| Dwarshuisboerderij op L-vormige plattegrond | 1870 (circa)                                        |               | Rijksstraatweg 21                                              | 52° 4' 56" NB, 5° 4' 1" OL  | 0344/1453 | Upload foto |
| Langhuisboerderij 'Half Weg' met schuur en kapberg, drie leilinden, een aantal elzen, ijzeren hekwerg en ligusterhaag | 1913                                                |               | Verlengde Utrechtseweg 83-85                                   | 52° 5' 56" NB, 5° 2' 42" OL | 0344/1460 | Upload foto |
| Landhuis met detaillering in Amsterdamse School stijl | Jaren '20 van de 20e eeuw                           |               | 't Zand 10                                                     | 52° 5' 43" NB, 5° 2' 46" OL | 0344/1456 | Upload foto |
| Landhuis met detaillering in Amsterdamse School stijl | 1926                                                |               | 't Zand 20                                                     | 52° 5' 39" NB, 5° 2' 45" OL | 0344/1457 | Upload foto |
| Dwarshuisboerderij | Tweede helft van de 19e eeuw                        |               | Zandweg 43                                                     | 52° 4' 58" NB, 5° 3' 36" OL | 0344/1462 | Upload foto |

## Door verschillende wijken
Voor de Prins Clausbrug over het Amsterdam-Rijnkanaal; op de grens tussen bedrijventerrein Papendorp (wijk Leidsche Rijn) en Kanaleneiland (wijk Utrecht-Zuidwest), zie de Lijst van gemeentelijke monumenten in Utrecht-Zuidwest.